# Bari Judit
Bari Judit (Sajószentpéter, 1973. szeptember 3.) romajogi- , környezeti igazságosság- és zöldpolitikai aktivista. 

## Életrajza
2500 fős cigánytelepen született. Családjában számos zenész volt. Az Eötvös Loránd Tudományegyetem TTK-n biológiát, Dániában pedig szervezetfejlesztést és közösségfejlesztést tanult.
A Magyar Család és Nővédelmi Tudományos Társaságnak és az Autonómia Alapítványban a PAKIV Európai Hálózatnak nemzetközi projektek koordinátoraként dolgozott. Majd a Gender Task Force nemzetközi nőszervezetben végezte munkáját, 11 országban dolgozott nők politikai helyzetének javításán.
A 2010-es parlamenti választáson pártja Borsod-Abaúj-Zemplén megyei területi listájának harmadik, országos listájának pedig huszonegyedik helyén indult, mandátumot azonban nem szerzett.

## Külső hivatkozások
- Bari Judit választási plakátja
- Mindentudás Egyeteme interjú és beszélgetés
- AmaroDrom interjú (Google-n tárolt változat)